# 1-я гвардейская кавалерийская дивизия (СССР)

Кавалеристы 5-го гвардейского кавалерийского полка со станковым пулемётом занимают огневую позицию, 1941 год.

Ставропольская кавалерийская дивизия — гвардейская кавалерийская дивизия в составе Рабоче-крестьянской Красной армии ВС Союза ССР, во время Гражданской войны, затем в составе Вооружённых сил СССР во время Великой Отечественной войны.
Позднее также именовалась как 1-я гвардейская кавалерийская Ставропольская ордена Ленина Краснознамённая орденов Суворова и Богдана Хмельницкого дивизия имени М. Ф. Блинова. Сформирована в 1919 году в районе городов Балашов и Кирсанов в октябре 1919 года как кавалерийская дивизия.

## История

### Гражданская война
В феврале 1920 года получила наименование 2-й кавалерийской дивизии. С марта 1920 участвовала в боевых действиях в составе 1-й Конной армии, в июне — июле — 13-й армии, с 16 июля 1920 г. — 2-й Конной армии приняла участие в разгроме Русской армии П. Н. Врангеля.
30 ноября 1921 года за отличия в боях при ликвидации банд на территории Ставрополья дивизии присвоено наименование Ставропольской. 22 марта 1922 года в честь бывшего командира М. Ф. Блинова, погибшего в бою, ей было присвоено его имя.
Приказом РВС СССР от 14 августа 1924 года переименована в 5-ю Ставропольскую им. Блинова кавалерийскую дивизию.

### Великая Отечественная война
К началу Великой Отечественной войны 5-я кавалерийская дивизия, имея в своём составе 11-й, 96-й, 131-й, 160-й кавалерийские, 32-й танковый полки и др. части, дислоцировалась в Одесском военном округе и входила во 2-й кавалерийский корпус (с 26 ноября 1941 года — 1-й гвардейский кавалерийский корпус), в котором воевала до конца войны.
Приказом НКО № 342 от 26 ноября 1941 г. 5-я кавдивизия была преобразована в 1-ю гвардейскую кавалерийскую дивизию.

## В составе действующей армии
В составе действующей армии в периоды:
- с 26.11.1941 по 23.01.1943
- с 05.02.1943 по 11.05.1945

## Состав
(Новая нумерация частям дивизии присвоена 10 февраля 1942 г.)
- управление
- 1-й гвардейский кавалерийский Саратовский Краснознамённый орденов Суворова и Кутузова полк[1]
- 3-й гвардейский кавалерийский полк (до 03.04.1943)
- 5-й гвардейский кавалерийский Таманский Краснознамённый ордена Кутузова полк[2]
- 6-й гвардейский кавалерийский Сталинградско-Камышинского Краснознамённый ордена Кутузова полк[3]
- 61-й танковый Житомирский[4] Краснознамённый полк (с 26.09.1943)
- 1-й гвардейский артиллерийско-миномётный полк (1-й гвардейский конно-артиллерийский дивизион)
- 174-й гвардейский артиллерийско-миномётный Перемышльский[5]ордена Богдана Хмельницкого полк (с 20.05.1943)
- 1-й миномётный дивизион (до 10.04.1942)
- 26-й отдельный гвардейский дивизион ПВО (66-й озад, зенбатр)
- 1-й гвардейский артиллерийский парк
- 1-й гвардейский разведывательный эскадрон (1-й гвардейский разведывательный дивизион)
- 2-й гвардейский сапёрный эскадрон
- 1-й гвардейский эскадрон связи
- 5-й медико-санитарный эскадрон
- 2-й гвардейский эскадрон химической защиты
- 18-й автотранспортный эскадрон (до 07.02.1942)
- 3-й продовольственный транспорт
- 7-й взвод подвоза ГСМ (с 07.02.1942)
- 22-й ремонтно-восстановительный эскадрон (до 26.05.1942)
- 329-й полевой автохлебозавод (до 04.04.1944)
- 736-й (6-й) дивизионный ветеринарный лазарет
- 264-я полевая почтовая станция
- 377-я полевая касса Госбанка[6]

## Награды дивизии
- 22 марта 1922 года — присвоено имя М. Ф. Блинова, погибшего в бою командира дивизии. Имя перешло от 5-й кавалерийской дивизии.
- 26 ноября 1941 года — Почетное звание  «Гвардейская»- присвоено приказом Народного Комиссара Обороны СССР № 342 от 26 ноября 1941 года
- 31 марта 1943 года —  Орден Ленина - награждена указом Президиума Верховного Совета СССР от 31 марта 1943 года за образцовое выполнение заданий командования на фронте борьбы с немецкими захватчиками и проявленные при этом доблесть и мужество.[7]
- 13 ноября 1943 года —  Орден Суворова II степени — награждена указом Президиума Верховного Совета СССР от 13 ноября 1943 года за образцовое выполнение заданий командования на фронте борьбы с немецкими захватчиками и проявленные при этом доблесть и мужество.[8]
- 7 февраля 1944 года —  Орден Богдана Хмельницкого II степени — награждена указом Президиума Верховного Совета СССР от 7 февраля 1944 года за образцовое выполнение заданий командования на фронте борьбы с немецкими захватчиками и проявленные при этом доблесть и мужество.[9]
- 4 июня 1945 года —  Орден Красного Знамени- награждена указом Президиума Верховного Совета СССР от 4 июня 1945 года за образцовое выполнение заданий командования в боях немецкими захватчиками при овладении городом Дрезден и проявленные при этом доблесть и мужество.[10]

Награды частей дивизии:
- 1-й гвардейский кавалерийский Саратовский Краснознамённый[11] орденов Суворова[12] и Кутузова[13] полк
- 5-й гвардейский кавалерийский Таманский Краснознамённый[14] ордена Кутузова[12] полк
- 6-й гвардейский кавалерийский Сталинградско-Камышинский ордена Кутузова[12] полк
- 61-й танковый Житомирский[4] Краснознамённый[14] полк
- 174-й гвардейский артиллерийско-миномётный Перемышльский[5] ордена Богдана Хмельницкого[13] (II степени) полк

## Командный состав дивизии

### Командиры дивизии
- Баранов, Виктор Кириллович (26.11.1941 — 28.5.1942), гвардии генерал-майор;
- Прилепский, Алексей Иванович (29.5.1942 — 15.7.1942), гвардии полковник;
- Овар, Юлиан Иванович (16.7.1942 — 30.11.1943), гвардии полковник, гвардии генерал-майор;
- Борщёв, Иван Степанович (31.11.1943 — 17.2.1944), гвардии полковник;
- Аристов, Сергей Васильевич (18.2.1944 — 16.7.1944), гвардии полковник;
- Вашурин, Пётр Семёнович (17.7.1944 — 20.3.1945), гвардии полковник;
- Блинов, Филипп Акимович (21.3.1945 — 11.5.1945), гвардии полковник, гвардии генерал-майор

## Отличившиеся воины
- Антошкин, Николай Павлович, гвардии старший лейтенант — командир эскадрона 5-го гвардейского кавалерийского полка.
- Архипов, Василий Степанович, гвардии младший сержант, командир пулемётного расчёта кавалерийского эскадрона 160-го гвардейского кавалерийского полка.
- Артюков, Василий Алексеевич, гвардии старшина — командир огневого взвода батареи 76-мм орудий 174-го гвардейского артиллерийско-миномётного полка[15].
- Бабин, Иван Васильевич, гвардии младший сержант, командир отделения 5-го гвардейского кавалерийского полка.
- Васильев, Владимир Васильевич, гвардии старший сержант, командир пулемётного расчёта 4-го эскадрона 1-го гвардейского кавалерийского полка.
- Волковенко, Афанасий Иванович, гвардии старший лейтенант, командир кавалерийского эскадрона 6-го гвардейского кавалерийского полка.
- Куракин, Гаврила Гаврилович, гвардии сержант, командир расчёта станкового пулемёта 5-го гвардейского кавалерийского полка.
- Панарин, Антон Иванович, гвардии старший лейтенант, командир 2-го сабельного эскадрона 1-го гвардейского кавалерийского полка.
- Тощенко, Викентий Никанорович, гвардии капитан, помощник начальника штаба 5-го гвардейского кавалерийского полка.
- Худайбергенов, Джуманияз, гвардии младший лейтенант, командир взвода 5-го гвардейского кавалерийского полка.